# Глухий твердопіднебінний фрикативний
Глухий твердопіднебінний (середньопіднебінний, палатальний) фрикативний — тип приголосного звука, що існує в деяких людських мовах. Символ Міжнародного фонетичного алфавіту для цього звука — ç, а відповідний символ X-SAMPA — C.

## Властивості
Властивості глухого твердопіднебінного фрикативного:
- Тип фонації — глуха, тобто цей звук вимовляється без вібрації голосових зв'язок.
- Спосіб творення — фрикативний, тобто один артикулятор наближається до іншого, утворюючи вузьку щілину, що спричиняє турбулентність.
- Місце творення — твердопіднебінне, тобто він артикулюється середньою, або задньою спинкою язика на твердому піднебінні.
- Це ротовий приголосний, тобто повітря виходить крізь рот.
- Це центральний приголосний, тобто повітря проходить над центральною частиною язика, а не по боках.
- Механізм передачі повітря — егресивний легеневий, тобто під час артикуляції повітря виштовхується крізь голосовий тракт з легенів, а не з гортані, чи з рота.